# Rathinda amor
Rathinda amor (Engels: Monkey Puzzle) is een dagvlinder uit de familie Lycaenidae, de kleine pages, vuurvlinders en blauwtjes. De spanwijdte bedraagt ongeveer 40 millimeter.
De vlinder komt voor in het Indische subcontinent. De waardplanten van de rupsen komen uit de geslachten Rubiaceae, Dipterocarpeae, Euphorbiaceae, Loranthaceae, Sapindaceae en Myrtaceae.